# Kasprowy-csúcsi kötélpálya
A Kasprowy-csúcsra vezető kötélpálya Európa egyik legrégebbi, Lengyelország első ilyen jellegű lanovkája, amely a Liptói-havasokban működik 1936 óta.
Az összesen 4291,59 méter hosszú pálya két szakaszból áll. Az alsó állomás Zakopane közelében, Kuźnicében, a tengerszint felett 1027 méteren van. A középső állomás – Myślenickie Turnie – 1352 méteren fekszik. Az utasoknak itt kabint kell váltaniuk. A második szakasz a lengyel–szlovák határhoz közeli Kasprowy-csúcson, 1959 méter magasan végződik. Az út 12 percet vesz igénybe, miközben a kabinok 936 méteres szintkülönbséget dolgoznak le az átlagosan 22 százalékos emelkedésű drótkötél pályán. A kabinok egyenként hatvan embert tudnak szállítani. 1997. június 6-án II. János Pál pápa is utazott rajta.

## Külső hivatkozások
- Film a lanovkaútról – YouTube-videó